# Liste de motos les plus chères
Cette liste de motos les plus chères rassemble des motos et des trikes dont le prix de vente neuf a dépassé la barre des cinquante mille euros.
Une conception artisanale, l'emploi de matériaux nobles (ex. : alliages d'aluminium de qualité aéronautique, de magnésium, de titane, fibre de carbone, bois, cuir, alcantara), un haut degré de finition, un design original, l'intégration de technologies évoluées (électronique de pointe…), un assemblage à la main, une mise au point minutieuse, sont des arguments qui peuvent être avancés par ces machines (très) haut de gamme ; il en résulte un faible volume de production.
(Listes non exhaustives, prix approchés.)

## Motos à moteur thermique

### Roadsters, sportives, séries spéciales et autres
|  | Motos non importées en France |

| Prix (k€) | Marque(s)                | Nationalité   | Modèle(s)                  | Production | Cylindrée (cm3) | Puissance (ch) | Couple (kg m) | Ex. produits | Notes | Photo | Réf.   |
| --------- | ------------------------ | ------------- | -------------------------- | ---------- | --------------- | -------------- | ------------- | ------------ | --- | ----- | ------ |
| 50        | Matchless                | Angleterre    | Model X Reloaded           | 2016       | 1 916           | 112            | 12,7          | 100          | Roadster néo-rétro, en référence au Model X de 1929 (en). Il intègre un bicylindre en V à 56° S&S (en) X-Wedge modifié. |       | ,      |
| 56        | Norton                   | Angleterre    | 1200 V4 SS                 | 2017-2019  | 1 200           | 200            | 13,2          | 200          | Poids à sec de 179 kg.                                                                                                  |       | [ 3 ]  |
| 57        | MV Agusta                | Italie        | F4 Veltro Strada           | 2006       | 998             | 173            | 11,9          | 99           | Cette hypersportive partage son moteur et son cadre avec la Veltro Pista (version piste).                               |       | ,      |
| 59        | Brough Superior          | France        | Pendine Sand Racer         | 2018-      | 997             | 102            | 8,8           |              | Scrambler. Les Brough Superior modernes intègrent un bicylindre en V à 88°.                                             |       | [ 6 ]  |
| 60        | Ariel                    | Angleterre    | Ace R                      | 2017       | 1 237           | 201            | 14,5          | 10           | Le moteur V4 (en) de ce roadster est emprunté à la Honda VFR 1200.                                                      |       | [ 7 ]  |
| 60        | Ducati                   | Italie        | Desmosedici RR             | 2006-2009  | 989             | 200            | 11,8          | 1 500        | Première réplique d'une machine de MotoGP ; dérivée de la version GP6. Poids à sec de 171 kg.                           |       | [ 8 ]  |
| 61        | Arch Motorcycle (en)     | États-Unis    | KRGT-1                     |            | 2 032           | 121            | 15,5          |              | Elle intègre un bicylindre en V S&S. Une série spéciale de la KRGT-1 est proposée contre 100 000 € minimum.             |       | [ 9 ]  |
| 65        | Brough Superior          | France        | SS100                      | 2016-      | 997             | 102            | 8,8           | 300          | La Super Sport est un roadster de style vintage.                                                                        |       | [ 10 ] |
| 64        | Bimota/ Kawasaki         | Italie/ Japon | Tesi H2                    | 2020-      | 998             | 242            | 14,4          |              | Elle intègre un 4-cylindres suralimenté par un compresseur de la Kawasaki Ninja H2 (en).                                |       | [ 11 ] |
| 64        | MV Agusta                | Italie        | F4 LH44                    | 2018       | 998             | 212            | 11,7          | 44           | Cette version spéciale de la F4 est parrainée par le pilote de Formule 1 Lewis Hamilton.                                |       | ,      |
| 65        | Brough Superior          | France        | SS 100 Bert le Vack        | 2021       | 997             | 100            | 9,1           | 9            | Ce roadster porte le nom du pilote anglais Bert le Vack (en).                                                           |       | [ 14 ] |
| 65        | Ducati                   | Italie        | 1199 Superleggera          | 2014       | 1 198           | 200            | 13,6          | 500          | Cette hypersportive montre un poids à sec de 155 kg.                                                                    |       | [ 15 ] |
| 66        | Brough Superior          | France        | Lawrence                   | 2021-      | 997             | 102            | 8,8           | 188          | Elle rend hommage à Lawrence d'Arabie.                                                                                  |       | [ 16 ] |
| 70        | Arch Motorcycle (en)     | États-Unis    | 1 S                        |            | 2 032           | 121            | 15,5          |              | |       | [ 17 ] |
| 70        | Brough Superior          | France        | Salt Racer                 | 2020       | 997             | 100            |               |              | Sportive. |       | [ 18 ] |
| 70        | Arch Motorcycle (en)     | États-Unis    | Method 143                 | 2018-2019  | 2 343           | NC             |               | 23           | Elle intègre un bicylindre en V S&S de 143 in3.                                                                         |       | [ 17 ] |
| 72        | Boss Hoss                | États-Unis    | BHC3-LS3, BHC3-LS3 SS      | 201X-      | 6 200           | 445            | 57            |              | Modèles dotés de moteurs V8 Chevrolet.                                                                                  |       | ,      |
| 75        | MV Agusta                | Italie        | F4 Claudio                 | 2019       | 998             | 212            | 11,7          | 100          | Cette hypersportive rend hommage à Claudio Castiglioni (it), ancien patron de la marque.                                |       | ,      |
| 80        | Ducati                   | Italie        | 1299 Panigale Superleggera | 2017       | 1 285           | 215            | 15            | 500          | Le plus puissant moteur bicylindre de série. Poids à sec de 156 kg.                                                     |       | [ 22 ] |
| 84        | Honda                    | Japon         | 750 NR                     | 1992-1994  | 747             | 130            | 7             | 322          | Elle intègre un V4 à pistons ovales, 32 soupapes. Deux cents brevets déposés.                                           |       | [ 23 ] |
| 86        | Münch                    | Allemagne     | Mammut 2000 (de)           | 2000-2002  | 1 998           | 260            | 30,1          | 15           | Son moteur est emprunté à l'Opel Calibra Turbo. Présentée comme la moto de série la plus puissante au monde.            |       | [ 24 ] |
| 87        | Curtiss Motorcycles (en) | États-Unis    | Warhawk                    | 2018       | 2 163           | 150            | 22,8          | 35           | Première Curtiss (ex-Confederate) moderne.                                                                              |       | [ 25 ] |
| 90        | Vyrus                    | Italie        | Alyen 988                  | 2020       | 1 285           | 205            |               | 20           | Elle intègre le bicylindre en V de la Ducati 1299 Panigale (en). Poids à sec de 165 kg.                                 |       | [ 26 ] |
| 100       | Brough Superior          | France        | Anniversary                | 2019-      | 997             | 102            | 8,8           | 100          | Construite pour célébrer le centenaire de la marque.                                                                    |       | ,      |
| 100       | Ducati                   | Italie        | Superleggera V4            | 2021-      | 998             | 224            | 11,8          | 500          | Poids à sec de 159 kg ; rapport poids/puissance de 0,71 kg/ch.                                                          |       | ,      |
| 100       | MV Agusta                | Italie        | F4 1080 CC (de)            | 2007       | 1 078           | 198            | 12,7          | 100          | Cette F4 porte le nom de Claudio Castiglioni. La vitesse maximale est de 315 km/h.                                      |       | [ 31 ] |
| 100 HT    | Ronax                    | Allemagne     | 500                        | 2014       | 499             | 160            | NC            | 46           | Inspirée de la Honda NSR 500. Elle intègre un V4 à 80° à deux temps. Poids à sec de 145 kg.                             |       | [ 32 ] |
| 120       | FGR                      | Tchéquie      | Midalu 2500 V6             | 2017-      | 2 442           | 240            | 19,6          |              | Elle intègre un V6. |       | ,      |
| 120       | Confederate Motors       | États-Unis    | Wraith                     | 2021       | 2 163           | 145            | 16,3          |              | Elle intègre un bicylindre en V S&S de 132 in3.                                                                         |       | [ 35 ] |
| 140       | Midual                   | France        | Type 1                     | 2016-      | 1 036           | 106            | 10,2          | 35/an        | Elle intègre un bicylindre à plat à vilebrequin transversal, unique sur le marché. La moto française la plus chère.     |       | ,      |
| 160       | PGM                      | Australie     | V8                         | 2013-      | 1 996           | 334            | 21,8          |              | Son moteur V8 à 40 soupapes provient de deux moteurs de Yamaha R1. Poids tous pleins faits de 242 kg.                   |       | [ 38 ] |
| 188       | Honda                    | Japon         | RC 213 V-S (de)            | 2015       | 999             | 159            | 10,4          | 200          | « S » pour Street ; dérivée de la RC 213 V de MotoGP. Poids à sec de 170 kg.                                            |       | ,      |
| 225       | Ecosse                   | États-Unis    | Titanium                   | 2019       | 2 100           | 200            |               | 13           | Elle intègre un bicylindre en V turbocompressé.                                                                         |       | ,      |
| 250       | Lotus Cars               | Angleterre    | C-01 (en)                  | 2014-      | 1 195           | 200            |               | 100          | Elle intègre le bicylindre en V de la KTM RC8 R (en). Première moto fabriquée par ce constructeur.                      |       | [ 43 ] |

### Motos réservées au circuit
| Prix (k€) | Marque(s)                     | Nationalité         | Modèle                   | Production | Cylindrée (cm3) | Puissance (ch) | Couple (kg m) | Ex. produits | Notes | Photo | Réf.   |
| --------- | ----------------------------- | ------------------- | ------------------------ | ---------- | --------------- | -------------- | ------------- | ------------ | --- | ----- | ------ |
| 55        | Kawasaki                      | Japon               | Ninja H2R (en)           | 2015-      | 998             | 326            | 16,8          |              | Dotée d'un moteur compressé. La moto de série la plus puissante au monde. Le bolide atteint 357 km/h au rupteur-limiteur ; une version optimisée, 400 km/h.                       |       | ,      |
| 68        | MV Agusta                     | Italie              | F3 XX                    | 2019       | 798             | 160            |               |              | Cette F3 issue du Reparto Corse (département Course) affiche un poids à sec de 145 kg.                                                                                            |       | [ 47 ] |
| 74        | MV Agusta                     | Italie              | F4 Veltro Pista          | 2006       | 998             | 185            | 12,3          | 23           | Poids à sec de 159 kg. Version piste de la Veltro Strada. |       | [ 48 ] |
| 80        | BMW                           | Allemagne           | HP4 Race (de)            | 2017-      | 999             | 215            | 12            | 750          | Le cadre monocoque et les jantes sont en carbone. Poids à sec de 146 kg et tous pleins faits de 171 kg.                                                                           |       | ,      |
| 100       | NCR                           | Italie              | Mike Hailwood TT Replica | 2009       | 1 120           | 130            | 13,5          | 12           | Construite pour célébrer le 30e anniversaire de la victoire du pilote britannique Mike Hailwood au Tourist Trophy 1978. Poids tous pleins faits de 136 kg.                        |       | [ 51 ] |
| 108       | Aston Martin/ Brough Superior | Royaume-Uni/ France | AMB 001                  | 2020-      | 997             | 180            | NC            | 100          | Elle intègre un bicylindre en V turbocompressé. Première moto d'Aston Martin. |       | [ 52 ] |
| 110       | Suter Racing Technology       | Suisse              | MMX 500                  | 2016-      | 576             | 195            |               | 99           | Elle intègre un V4 à deux temps. Poids de 127 kg. |       | ,      |
| 128       | Icon                          | Royaume-Uni         | Sheene                   | 2014       | 1 400           | 250            | 20            | 52           | Elle rend hommage au champion du monde britannique Barry Sheene. Le moteur est basé sur celui de la Suzuki GSX 1400 (en) ; ajout d'un turbocompresseur. Vitesse maxi de 322 km/h. |       | ,      |
| 160       | Aprilia                       | Italie              | RSV4 FW GP (en)          | 2017-      | 999,6           | >250           |               |              | |       | ,      |

### Motos hors catégorie
| Prix (k€) | Marque                 | Nationalité | Modèle                                         | Production | Cylindrée (cm3) | Puissance (ch) | Couple (kg m) | Ex. produit(s) | Notes | Photo | Réf.   |
| --------- | ---------------------- | ----------- | ---------------------------------------------- | ---------- | --------------- | -------------- | ------------- | -------------- | --- | ----- | ------ |
| ~60       | Ducati                 | Italie      | Desmosedici RR « G8 »                          | 2009       | 989             | 200            | 11,8          | 1              | Modèle à la décoration spécifique pour le sommet du G8 de 2009. Vendue aux enchères lors du salon EICMA 2009 ; somme reversée aux victimes du séisme de 2009 de la région d'Aquila. En 2015, vendue aux enchères 43 875 € par RM - Sotheby's à Paris. |       | ,      |
| 100       | MV Agusta              | Italie      | F3 800 Unicef                                  | 2019       | 798             | 148            | 8,97          | 1              | Vendue aux enchères le 9 août 2019 ; somme reversée à l'Unicef Italia. |       | ,      |
| 180       | BMW                    | Allemagne   | S 1000 RR Magny-Cours                          | 2017       | 999             | 199            | 11,5          | 10             | Le pack aux couleurs de BMW Motorsport comprend aussi une BMW M4 Magny-Cours et une montre BRM BMW Magny-Cours. |       | ,      |
| 241,5     | Harley-Davidson        | États-Unis  | FXDC Dyna Super Glide Custom 110th Anniversary | 2013       | 1 585           | 76             | 12,6          | 1              | Offerte au pape François, vendue aux enchères par Bonhams au Grand Palais à Paris le 6 février 2014 lors du salon Rétromobile. |       | [ 64 ] |
| 470       | Harley-Davidson        | États-Unis  | Softail Heritage 1340 « Laura Eyes »           | -          | 1 340           | -              | -             | 1              | Pilotée par Johnny Hallyday lors d'un road trip aux États-Unis en 1990. Vendue aux enchères par Artcurial le 18 mars 2022 lors du salon Rétromobile.                                                                                                  |       | [ 65 ] |
| 496       | Lazareth               | France      | LMV 496                                        | 2019-?     | -               | 1 300          | -             | 5              | Moto volante. |       |        |
| 807       | Tamburini Corse (en)   | Italie      | T12 Massimo                                    | 2016       | 999             | 230            |               | 12             | La rigidité du cadre de cette sportive peut être ajustée. Son moteur est emprunté à la BMW S 1000 RR. Poids à sec de 154 kg. |       | ,      |
| 1 000     | Harley-Davidson (base) | États-Unis  | Captain America (base Hydra-Glide)             | 1969       |                 |                |               | 1              | Chopper utilisé (?) dans le film Easy Rider. Vendu aux enchères le 19 octobre 2014. |       | ,      |
| 10 000    | Neiman Marcus          | États-Unis  | Limited Edition Fighter                        | 2009       | 1 966           |                |               | 45             | Elle intègre un bicylindre en V à 45° de 120 in3. |       | [ 69 ] |

## Motos électriques
| Prix (k€) | Marque                   | Nationalité | Modèle            | Production | Puissance (ch) | Couple (kg m) | Autonomie (km) | Ex. produit(s) | Notes | Réf.             |
| --------- | ------------------------ | ----------- | ----------------- | ---------- | -------------- | ------------- | -------------- | -------------- | --- | ---------------- |
| 54        | Verge Motorcycles        | Finlande    | Verge TS Ultra    | 2023       | 200            | 122           | 375            | -              | Elle accélère de 0 à 100 km/h en 2,5 s.                                                                  | [ 70 ]           |
| 67        | Curtiss Motorcycles (en) | États-Unis  | The One           | fin 2021-  | 120            | 20,3          |                | 100/an         | (Caractéristiques de la version classique.)                                                              | [réf. souhaitée] |
| 70        | Saroléa                  | Belgique    | N 60              | 2020       | 163            | 45            | 330            | 20             | Partenariat avec The Mighty Machines. Vendue avec un pack (équipement du pilote…).                       | ,                |
| 75        | Lito Motorcycles         | Canada      | Sora Génération 2 | 2019       | 108            | 9,0           | 300            | 20             | Elle accélère de 0 à 100 km/h en 3 s.                                                                    | ,                |
| 103       | Arc (en)                 | Royaume-Uni | Vector            | 2021       | 138            | 40,5          | 436            | 399            | Ce café racer est livré avec un casque intégrant un affichage tête haute et une veste à retour haptique. | ,                |

## Trikes
| Prix (k€) | Marque          | Nationalité | Modèle(s)                | Production | Cylindrée (cm3)    | Puissance (ch) | Couple (kg m) | Notes                                                                | Réf.   |
| --------- | --------------- | ----------- | ------------------------ | ---------- | ------------------ | -------------- | ------------- | -------------------------------------------------------------------- | ------ |
| 53        | Harley-Davidson | États-Unis  | CVO Tri Glide (en)       | 2020-      | 1 923 (moteur 117) | 107            | 16,6          | Personnalisé par le département CVO (Custom Vehicle Operations) (en) | [ 76 ] |
| >80       | Boss Hoss       | États-Unis  | Gangsta, Coupé, 57 Chevy | 201X-      | 6 200              | 445            | 57            | Modèles dotés de moteurs V8 Chevrolet.                               | [ 19 ] |